# Le Fiancé, la Comédienne et le Maquereau
Le Fiancé, la Comédienne et le Maquereau (Der Bräutigam, die Komödiantin und der Zuhälter) est un court métrage allemand réalisé par Jean-Marie Straub, sorti en 1968.

## Fiche technique
- Titre : Le Fiancé, la Comédienne et le Maquereau
- Titre original : Der Bräutigam, die Komödiantin und der Zuhälter
- Réalisation : Jean-Marie Straub
- Scénario : Jean-Marie Straub et Danièle Huillet d'après la pièce de Ferdinand Bruckner, Krankheit der Jugend, (Le Mal de la jeunesse)
- Production : Klaus Hellwig
- Photographie : Hubertus Hagen et Niklaus Schilling
- Montage : Jean-Marie Straub et Danièle Huillet
- Pays d'origine : Allemagne de l'Ouest
- Format : Noir et blanc - Mono
- Genre : Court métrage, drame
- Durée : 23 minutes
- Date de sortie : 1968

## Distribution
- Irm Hermann : Desiree
- Kristin Peterson : Irene
- Hanna Schygulla : Lucy
- Peer Raben : Willi
- Rainer Werner Fassbinder : le proxénète